# Caligo hippolochus
Caligo hippolochus är en fjärilsart som beskrevs av Hans Fruhstorfer 1913. Caligo hippolochus ingår i släktet Caligo och familjen praktfjärilar. Inga underarter finns listade i Catalogue of Life.